# Berenicornis comatus
Berenicornis comatus е вид птица от семейство Носорогови птици (Bucerotidae), единствен представител на род Berenicornis. Видът е почти застрашен от изчезване.

## Разпространение
Видът е разпространен в Бруней, Индонезия, Малайзия, Мианмар и Тайланд.